# Wibbelstetz
Wibbelstetz (hochdeutsch: Wackelschwanz, Ausdruck für ein unruhiges Kind) ist der Name einer Eifeler Mundart-Musikgruppe, die 1984 vom Journalisten Günter Hochgürtel gegründet wurde. Ihren Ursprung hatte die Band im Kreis Euskirchen, besonders in Mechernich, wo auch heute noch ein Großteil ihrer Fans zu finden sind. Neben ihren Auftritten in ihrem heimatlichen Umkreis zeigte sich die Band in der Aktuellen Stunde beim WDR, beim German Heritage Festival 2003 in Kutztown/Pennsylvania und in Fougères in der Bretagne sowie in Nyons. Legendär bezeichnet die Band ihre Auftritte an der Kakushöhle bei Mechernich, wo sie seit 1988 regelmäßig auftritt.
Der Name stammt aus dem lokalen Dialekt, in dem auch die viele ihrer Lieder geschrieben sind.
Bandmitglieder sind Günter Hochgürtel, Linus Krämer, Jürgen Schroeder, Michael Metzele, Georg Zwingmann
Im Jahr 2020 traten Pete Haaser (Akkordeon, Klavier) und Peter Kalff (Bass, Gesang) der Eifelband Wibbelstetz bei. Haaser, ein Gründungsmitglied von Brings, ist zudem als Musiker für die Bläck Fööss und Köster & Hocker tätig. Kalff, ursprünglich Schlagzeuger, übernahm bei Wibbelstetz den Bass und Gesang. Die beiden Musiker spielten erstmals beim ersten Auftritt der Band nach der Corona-Pause am 27. Juni 2020 in Mechernich-Holzheim.

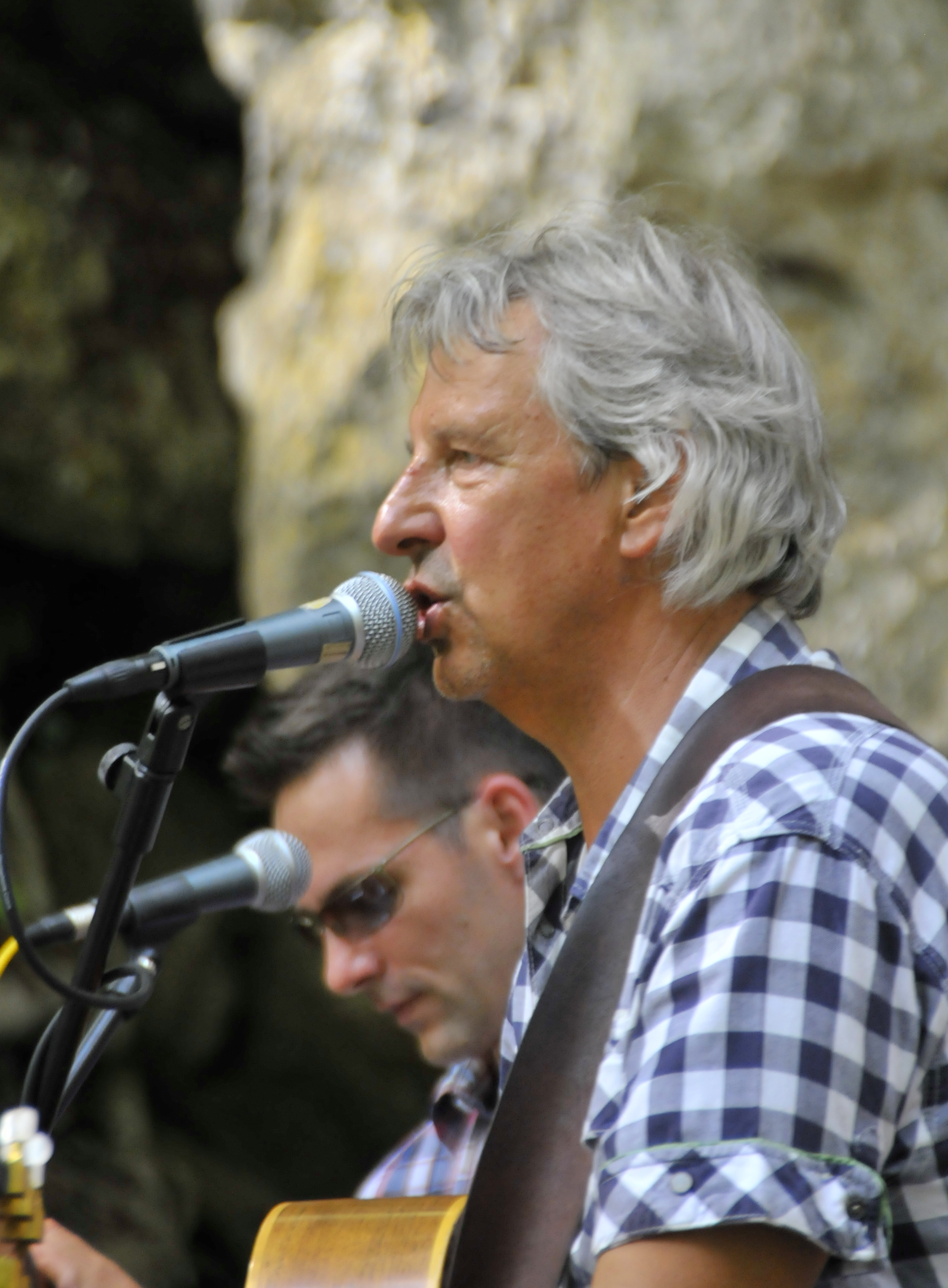
Bandleader Günter Hochgürtel (2012 an der Kakushöhle)

## Diskografie
(Liste der Alben ohne Schallplatten-Veröffentlichungen)
- Lieder vom Lande (MC) 1987
- Börjemeeste Nieres (Single) 1989
- Höngerm Bröddezong (CD/MC/LP) 1990
- Treck dat Hemp us, Adelche (Maxi-CD) 1991
- Hausmusik (CD/MC) 1992
- Himbeermarmelad (CD/MC) 1995
- Handy (Maxi-CD) 1996
- Das Beste - Live (CD) 1997
- En de Rompelsjaß (Promo-Maxi-CD) 1998
- Schluss mit Lustig (CD) 1999
- Eenes Daach ben ich fott (CD) 2003
- De Kopp voll Dröhm (CD) 2005
- Et Bess vom Bess (CD) 2011
- Die wilden Jahre (CD) 2015
- Ansonsten in Bestform (CD) 2016
- Sujet von ejal (CD) 2024